# 地の底の哄笑
『地の底の哄笑』（ちのそこのこうしょう）は、友成純一による短編ホラー小説。クトゥルフ神話の一編。
この作品にはフル版と短縮版が存在する。最初に『小説CLUB』1994年8月臨時増刊号に掲載されたが、枚数の都合で内容がカットされていた。単行本『クトゥルー怪異録』にフルバージョンが収録される。
短編『邪神の呼び声』の続編にあたり、2作でセットの作品である。だが『邪神の呼び声』の方は長らく収録されずにいた。近年両作併録の本が出ているが、そこに収録されている組合せは『邪神の呼び声』と短縮版『地の底の哄笑』となっている。

## 『邪神の呼び声』
郷村春樹が語り手となる。『地の底の哄笑』短縮版と併録されている。

## 『地の底の哄笑』短縮版
内容がかなりカットされている。『邪神の呼び声』と併録されている。

## 『地の底の哄笑』フル版

### あらすじ・過去
福岡県田川郡金城町の郷村家は、戦前から戦後にかけて炭鉱で財産を築く。しかし時代が変わり、エネルギー源が石炭から石油へと移行したことで、石炭には価値がなくなる。土地の者は、今度は豊富な石灰を売るようになる。
1960年代、郷村の当主は突然炭鉱を閉鎖し、石炭に代わる新たなエネルギー源を発明すべく、得体の知れない研究を始める。世界中に出かけては奇妙な薬品や書物を持ち帰る彼を、皆は気がふれたとみなす。また炭鉱閉鎖こそ強引だったものの、坑夫たちには多額の退職金が与えられ、居住の継続も許可された。そのため、廃坑跡を潰して集合団地を作る計画が立ち上がるも進まない。
1980年ごろ、炭鉱奥で当主が怪死する。さらに居住していた坑夫の何人かが不審死を遂げ、先代当主と似たり寄ったりの変死体に成り果てる。地元警察は藪蛇を嫌って捜査を打ち切り、また近隣では奇怪な足音の噂が立つ。これらの怪死は、地上げ屋による陰謀とも疑われる。やがて炭鉱住宅の者たちは皆よそに移り住み、用地は買収され、ようやく団地の造成が始まる。
次男郷村春樹は、母親のわからない子供であり、先代当主が坑道の奥から拾ってきたとも噂された。春樹は東京の美大に進学し、卒業後は自由に絵を描きながら実家からの仕送りで生活する。春樹は、坑道が潰される前に父親が何をしていたのか調べたいと考えていた。

### あらすじ・1994年
1994年（平成6年）、堀田和磨は、20年来の友人の郷村春樹に招待され、7月お盆の里帰りに同行する。堀田は郷村邸の蔵で、奇怪な邪神像や古文書、「つぁとぅぐあ」などと平仮名書きされた鉛筆のメモ書きを発見する。堀田は先代当主の遺品が郷村家の人たちにとってみれば盲点の場所に無造作に置いてあると理解する。発見を郷村に報告しようと思ったところで、ちょうど食事に呼ばれ、堀田はメモをポケットに仕舞い蔵を後にする。
宴会には、親戚近所の者たち総勢30人ほどが集まっていた。酒が進み、先代当主が貶されたり、春樹の出生が馬鹿にされたりするのを聞き、堀田は酔った勢いで大声を張り上げ、先ほど蔵で発見したメモを、先代の遺言であると称して読み上げる。平仮名の出鱈目な羅列でしかなかったそれに、堀田は物笑いになり己の道化を理解するも、引っ込みがつかなくなり酔いのままに朗読を続ける。皆が乱痴気騒ぎの中、ただ一人郷村がうろたえ、堀田に朗読をやめるよう縋りつく。
そこに突然怪音が響き渡り、屋敷はアメーバ状の闇に包囲され、酒の宴会に化物たちが乱入する。皆はなすすべなく怪物たちに虐殺されてゆき、あまりの地獄絵図に、堀田は正気を失って笑うしかなかった。郷村は、自分の探し物が炭坑の奥ではなく蔵に無造作に放り込んであったことを理解する。堀田が唱えたのは、地の底から怪物たちを呼び出す呪文であった。
蟇の怪物の腹部には「人間の顔」らしきものが浮かび上がり、何かを喋るように表情がせわしなく動く。郷村がそれを「オヤジ」と呼び、「迎えに来たのか」「俺のオフクロってどんなやつだったんだ」と言いながらそいつに近づいていくのを、堀田は呆然と見ていた。
7月15日、炭鉱跡地である郷村家にて、地下の廃坑道からガスが屋敷へと流れ込み、爆発を起こして39人が死亡した。唯一の生存者である堀田和磨は錯乱しており、回復の見込みはないと診断される。堀田は精神病棟で手記を記すも、爆発事故の心的外傷による幻覚妄想とみなされる。

### 主な登場人物
- 先代当主 - 炭鉱王。屋敷から直接坑道に入れる入口を作っていた。晩年は奇行が著しく、最終的に炭鉱内で怪死を遂げる。
- 郷村春康（さとむら はるやす） - 現当主。先代当主の長男。企業経営者。
- 郷村春樹（さとむら はるき） - 先代当主の次男。堀田の友人。美大時代の三年後輩で、友人も恋人もいない変わり者。絶対に売れない前衛絵画ばかり描いている。出生に謎があり、母親がわからない。
- 堀田和磨（ほった かずま） - 語り手。イラストレーター。東京生まれの東京育ち。40歳。石炭を掘ったり石灰を切り出して売ることを「人間にたとえれば臓器を売るようなもの」と否定的な感想を抱く。
- 大野康司 - 慶応大学医学部神経科助教授。堀田が精神病棟で書いた報告書を保存する。
- 怪物たち - 巨大な毛深い蟇（邪神像の怪物＝つぁとぅぐあ）、豚鼻に牙と鉤爪の柔毛生物、人間大の蜘蛛など。さらにアメーバ状の闇が周囲を覆い、逃走を封じる。

## 収録
- 『クトゥルー怪異録』学研ホラーノベルズ、1994年
- 『クトゥルー怪異録』学研M文庫、2000年
- 『蔵の中の鬼女』アトリエサード、2017年
- 『邪神の呼び声』アドレナライズ（電子版）

## 評価
ノベルズ版の紹介文では「本篇の舞台は、作者ゆかりの地・九州の炭鉱地帯。栄耀の日々の残滓が頽廃の翳をおとす炭鉱町の雰囲気は、クトゥルー神話の舞台にふさわしい。インスマスが水の魔界なら、こちらは地の魔界であろう。もしも夢野久作がクトゥルー神話を書いたなら、かくや……と思わせる狂騒的世界の描写は圧巻である」と紹介されている。
東雅夫は「筑豊の寂れた炭鉱町を舞台に、邪神ツァトゥグァの復活によってもたらされる狂乱の地獄絵図を、これでもかとばかり活写したグロテスク妖異譚。パルプ・ホラーの“恐怖の熱狂”の再来ともいうべき、原点回帰の逸品である」と解説している。